# 免削鉛筆
免削鉛筆（英語：Pop-a-point pencil）是由一組小段的鉛筆頭組合而成的鉛筆，當最底層的鉛筆心用完時，可拔下由上插回，達到替換鉛筆頭的目的。
免削鉛筆由台灣屏東縣的漁夫洪蠣（洪勉之）於1960年發明。1964年，洪蠣將免削鉛筆的構思以800萬新台幣賣給莊金池。莊金池進一步完善此構思並研發機台並於1967年成功讓免削鉛筆上市，百能公司（Bensia）名字即取自台灣話：免削，也因此免削鉛筆在英文中亦有「Bensia pencil」一稱。劉興欽曾改良免削鉛筆，取作「萬年自來免削鉛筆」並獲得專利，但商品化沒有成功。
在日本，免削鉛筆稱為「火箭鉛筆」（ロケット鉛筆），又稱「台灣鉛筆」（台湾鉛筆）。
1974年9月24日在南韓漢城舉行中韓民間經濟合作會議，會議中台灣代表在12案議題中提出要求：請勸阻韓商江西產業株式會社及大榮產業社仿製免削鉛筆繼續外銷。
1980年代，結合自動鉛筆機能的免削鉛筆問世，稱為魔術鉛筆，鉛筆頭簡化為類似子彈的鉛筆心，用完時只要按壓上方的按鈕，即可退出舊筆心並自動露出新筆心。